# Glastuinbouw Nederland
Glastuinbouw Nederland is een organisatie die zich bezighoudt met belangenbehartiging voor ondernemers in de glastuinbouw. De organisatie is in 2014 ontstaan als samenwerkingsverband van LTO Noord Glaskracht, ZLTO en LLTB onder de naam LTO Glaskracht Nederland. De belangenbehartiging gebeurt door lobby, het stimuleren van innovatie in de sector en het stimuleren van ontwikkeling en uitwisseling van kennis over gewassen. De organisatie claimt 75% van de sector te vertegenwoordigen. Per 1 januari 2019 is de naam van de organisatie veranderd in Glastuinbouw Nederland.
Glastuinbouw Nederland organiseert haar innovatiegerelateerde activiteiten, voornamelijk door middel van samenwerkingen met andere partijen. Zo is Stichting Innovatie Glastuinbouw sinds 2015 een publiek-private samenwerking met het Ministerie van Landbouw, Natuur en Voedselkwaliteit. In 2014 nam Glastuinbouw Nederland (toen LTO Glaskracht Nederland) diverse programma's en het resterende saldo van het Productschap Tuinbouw over, wat beheerd wordt in haar Stichting Kennis in je Kas. Ook is de organisatie mede-verantwoordelijk voor enkele publieksactiviteiten, zoals Kom in de Kas.
De organisatie vertegenwoordigt de sector in de cao-onderhandelingen voor de glastuinbouw.

## Organisatie
Glastuinbouw Nederland is gevestigd in Zoetermeer met enkele tientallen werknemers. Sinds 1 november 2016 is Ruud Paauwe directeur en vanaf 1 oktober 2017 was Sjaak van der Tak de voorzitter. Van der Tak werd op 1 januari 2021 voorzitter van LTO Nederland. Adri Bom-Lemstra werd op 1 mei 2021 voorzitter van Glastuinbouw Nederland.